# Odontria nitidula
Odontria nitidula är en skalbaggsart som beskrevs av Thomas Broun 1912. Odontria nitidula ingår i släktet Odontria och familjen Melolonthidae. Inga underarter finns listade i Catalogue of Life.